# مفطورة متنقلة
مفطورة متنقلة (بالإنجليزية: Mycoplasma mobile)‏ هي نوع من البكتيريا، سلبية الغرام، تتبع المفطورة.